# Église orthodoxe de Lettonie

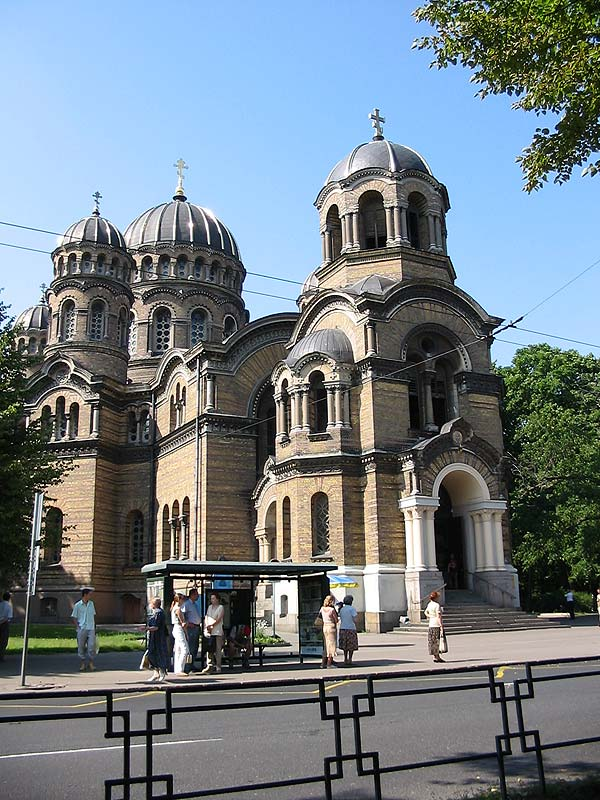
La cathédrale orthodoxe de Riga.

L'Église orthodoxe de Lettonie (en letton : Latvijas Pareizticīgā Baznīca ; en russe : Латвийская православная церковь / Latvijskaja pravoslavnaja cerkov') est une juridiction auto-administrée de l'Église orthodoxe rattachée canoniquement au Patriarcat de Moscou et de toute la Russie. Le chef de l'Église porte le titre d'archevêque de Riga et de toute la Lettonie, avec résidence à Rīga. Le titulaire actuel est le métropolite Alexandre (dans le monde: Alexandre Koudriachov,), depuis le 23 juillet 1989.

## Histoire
- 1850 Fondation de l'évêché de Rīga (Courlande et Livonie et, à partir de 1865, Estonie)
- 1917 Indépendance de la Lettonie
- 1920 Autonomie accordée par le Patriarcat de Moscou
- 1923 Autonomie reconnue par le Patriarcat œcuménique de Constantinople
- 1940 Occupation des États baltes par l'Union soviétique / Abolition de l'autonomie par Moscou
- 1941 Intégration de l'Église orthodoxe de Lettonie dans le Patriarcat de Moscou qui établit pour les orthodoxes des États baltes un exarchat dont le siège est à Vilnius en Lituanie.
- 1991 Indépendance de la Lettonie
- 1992 Autonomie accordée par le Patriarcat de Moscou

En octobre 2022, l'Église orthodoxe de Lettonie demande son autocéphalie au patriarche de l'Église orthodoxe russe Cyrille. Cela fait suite à la demande en septembre 2022 du président letton Egils Levits au parlement d'acter la pleine indépendance de l'Église orthodoxe de Lettonie, dans le contexte de l'Invasion de l'Ukraine par la Russie en 2022. 

## Organisation
L'Église orthodoxe de Lettonie compte deux éparchies : Riga et Daugavpils.